# Rae (konstruktor)
Rae – były amerykański konstruktor samochodów wyścigowych, założony przez kierowcę wyścigowego Johnny'ego Rae i funkcjonujący w latach 40. i 50.. Johnny Rae, z możliwym wkładem Gordona Schroedera, skonstruował model na wyścig Indianapolis 500. W 1950 roku kierowca samochodu Rae, Walt Ader, zakwalifikował się do tego wyścigu na 29 miejscu, a w deszczowym wyścigu został sklasyfikowany na 22 pozycji. Dwa lata później nieudaną próbę zakwalifikowania się do wyścigu podjął Buzz Barton.

## Wyniki w Formule 1
| Legenda oznaczeń w tabelach wyników Wyświetl szablon na nowej stronie | Legenda oznaczeń w tabelach wyników Wyświetl szablon na nowej stronie                                                                     |
| Oznaczenie                                                            | Wyjaśnienie |
| --------------------------------------------------------------------- | --- |
| Złoty                                                                 | Zwycięzca lub mistrzostwo |
| Srebrny                                                               | 2. miejsce lub wicemistrzostwo |
| Brązowy                                                               | 3. miejsce lub II wicemistrzostwo |
| Zielony                                                               | Ukończył, punktował (w klasyfikacji generalnej, gdy zdobył co najmniej jeden punkt na przestrzeni sezonu, poza trzema powyższymi opcjami) |
| Niebieski                                                             | Ukończył, nie punktował (w klasyfikacji generalnej, gdy nie zdobył co najmniej jednego punktu na przestrzeni sezonu)                      |
| Czerwony                                                              | Nie zakwalifikował się (NZ) |
| Czerwony                                                              | Nie prekwalifikował się (NPK) |
| Różowy                                                                | Nie ukończył (NU) |
| Różowy                                                                | Niesklasyfikowany (NS) (w klasyfikacji generalnej, gdy nie został sklasyfikowany w żadnym wyścigu sezonu)                                 |
| Czarny                                                                | Zdyskwalifikowany (DK) |
| Czarny                                                                | Wykluczony (WYK/EX) |
| Biały                                                                 | Nie wystartował (NW) |
| Biały                                                                 | Kontuzjowany (K/INJ) |
| Biały                                                                 | Wyścig odwołany (OD/C) |
| Bez koloru                                                            | Został wycofany (WYC/WD) |
| Bez koloru                                                            | Nie przybył (NP/DNA) |
| Bez koloru                                                            | Nie brał udziału w treningach (NT/DNP) |
| Bez koloru                                                            | Nie został zgłoszony (–) |
| Pogrubienie                                                           | Start z pole position |
| Kursywa                                                               | Najszybsze okrążenie wyścigu |
| †                                                                     | Nie ukończył, ale jego rezultat został zaliczony ze względu na przejechanie więcej niż 90% dystansu wyścigu.                              |
| *                                                                     | Sezon w trakcie |
| 1/2/3                                                                 | Punktowana pozycja w sprincie kwalifikacyjnym                                                                                             |
| Lista systemów punktacji Formuły 1                                    | |

W latach 1950–1960 wyścig Indianapolis 500 był eliminacją Mistrzostw Świata Formuły 1.
| Sezon | Zespół                | Samochód | Silnik      | Kierowcy    | Wyniki w poszczególnych eliminacjach | Wyniki w poszczególnych eliminacjach | Wyniki w poszczególnych eliminacjach | Wyniki w poszczególnych eliminacjach | Wyniki w poszczególnych eliminacjach | Wyniki w poszczególnych eliminacjach | Wyniki w poszczególnych eliminacjach | Wyniki w poszczególnych eliminacjach | Wyniki kierowców | Wyniki kierowców | Wyniki konstruktora | Wyniki konstruktora |
| 1950  |                       |          |             |             | Wielka Brytania                      | Monako                               | Stany Zjednoczone                    | Szwajcaria                           | Belgia                               | Francja                              | Włochy                               |                                      | Pkt.             | Msc.             | Pkt.                | Msc.                |
| ----- | --------------------- | -------- | ----------- | ----------- | ------------------------------------ | ------------------------------------ | ------------------------------------ | ------------------------------------ | ------------------------------------ | ------------------------------------ | ------------------------------------ | ------------------------------------ | ---------------- | ---------------- | ------------------- | ------------------- |
| 1950  | Sampson Manufacturing | Rae      | Offenhauser | Walt Ader   | -                                    | -                                    | 22                                   | -                                    | -                                    | -                                    | -                                    |                                      | 0                | 53               | –                   | –                   |
| 1952  |                       |          |             |             | Szwajcaria                           | Stany Zjednoczone                    | Belgia                               | Francja                              | Wielka Brytania                      | Niemcy                               | Holandia                             | Włochy                               | Pkt.             | Msc.             | Pkt.                | Msc.                |
| 1952  | Peter Wales Trucking  | Rae      | Offenhauser | Buzz Barton | -                                    | NZ                                   | -                                    | -                                    | -                                    | -                                    | -                                    | -                                    | 0                | NS               | –                   | –                   |